# Teorema de Stokes
El teorema de Stokes en geometria diferencial és una declaració sobre la integració de formes diferencials que generalitza en diversos teoremes del càlcul vectorial. Deu el seu nom a Sir George Gabriel Stokes (1819-1903). El teorema va agafar el seu nom per l'hàbit de Stokes en incloure'l als exàmens de Cambridge, tot i que sembla que la primera demostració escrita i publicada del teorema es deu a Hermann Hankel (1861).
Sigui M una varietat de dimensió n diferenciable a trossos, orientada i compacta, i sigui {\displaystyle \omega } una forma diferencial en M de grau n−1 i de classe C¹(n−1). Si ∂M denota el límit de M amb la seva orientació induïda, llavors
{\displaystyle \int _{M}d\omega =\int _{\partial M}\omega .\!\,}
Aquí, d és la derivada exterior, que es defineix fent servir només l'estructura de varietat. El teorema de Stokes es pot considerar com una generalització de teorema fonamental del càlcul; de fet, aquest segon es pot treure fàcilment del primer.
El teorema es fa servir sovint en situacions on M és una subvarietat orientada submergida en una varietat més gran en la qual es defineix la forma {\displaystyle \omega }.
El teorema s'estén fàcilment a les combinacions lineals de les subvarietats diferenciables a trossos, també anomenades cadenes. Llavors, el teorema de Stokes demostra que formes tancades definides fins a una forma exacta es poden integrar sobre cadenes definides fins a una vora. Aquesta és la base de l'emparellament entre els grups homològics i la cohomologia de De Rham.
El teorema de Kelvin-Stokes clàssic:
{\displaystyle \int _{\Sigma }\nabla \times \mathbf {v} \cdot d\mathbf {\Sigma } =\int _{\partial \Sigma }\mathbf {v} \cdot d\mathbf {r} ,}
que relaciona la integral de superfície del rotacional d'un camp vectorial sobre una superfície {\displaystyle \Sigma } en el 3-espai euclidià a la integral de línia del camp vectorial sobre la seva vora, és un cas especial del teorema de Stokes general (amb n = 2) a la que identifiquem un camp vectorial amb una 1-forma fent servir la mètrica al 3-espai euclidià.
La primera declaració coneguda del teorema és per William Thomson (Lord Kelvin) i apareix a la seva carta a Stokes. Es pot reescriure com a
{\displaystyle \iint \limits _{\Sigma }\left({\frac {\partial R}{\partial y}}-{\frac {\partial Q}{\partial z}}\right)\,dydz+\left({\frac {\partial P}{\partial z}}-{\frac {\partial R}{\partial x}}\right)\,dzdx+\left({\frac {\partial Q}{\partial x}}-{\frac {\partial P}{\partial y}}\right)\,dxdy=\oint \limits _{\partial \Sigma }P\,dx+Q\,dy+R\,dz}
on P, Q i R són les components de v.
Així mateix, el teorema de Ostrogradsky-Gauss (també conegut com el teorema de la divergència o el teorema de Gauss)
{\displaystyle \int _{\mathrm {Vol} }\nabla \cdot \mathbf {v} \;d\mathrm {Vol} =\int _{\partial \mathrm {Vol} }\mathbf {v} \cdot d\Sigma }
és un cas especial si s'identifica el camp vectorial en la forma n-1 obtinguda de contreure el camp vectorial a la forma de volum euclidià.
El teorema fonamental del càlcul i el teorema de Green també són casos especials del teorema general de Stokes.
La forma general del teorema de Stokes fent servir formes diferencials és més potent que els casos especials, encara que aquests últims són els més accessibles i sovint els considerats com a més convenients pels científics i enginyers.